# Veyrines-de-Vergt
Veyrines-de-Vergt är en kommun i departementet Dordogne i regionen Nouvelle-Aquitaine i sydvästra Frankrike. Kommunen ligger i kantonen Vergt som tillhör arrondissementet Périgueux. År 2022 hade Veyrines-de-Vergt 247 invånare.

## Befolkningsutveckling
Antalet invånare i kommunen Veyrines-de-Vergt
Referens:INSEE